# Cristian Urbistondo López
Cristian Urbistondo López   (Barcelona, 14 d'agost de 1979), més conegut com a Txiki, és un futbolista català que juga pel Los Garres.

## Trajectòria
Ha jugat amb la samarreta del FC Cartagena des de l'any 2008 un total de 119 partits, 83 d'ells en segona divisió, marcant 2 gols. Va ser peça clau per a l'ascens de l'equip a segona divisió en la temporada 2008/2009, disputant un total de 32 partits.
La primera campanya de Txiki a segona divisió amb el FC Cartagena, la 2009-2010, va ser tot un èxit, sent peça important de l'equip, que aconsegueix situar-se durant 34 jornades en ascens a primera divisió, perdent les seves opcions en el penúltim partit contra el Recreativo de Huelva.
El 30 de juny de 2010 i després d'haver rendit a un gran nivell en segona divisió la temporada anterior, renova per dues temporades amb l'FC Cartagena, perllongant la seva vinculació fins a Juny del 2012.
La temporada següent, la 2010-2011 comença com a titular indiscutible, a més de seguir lluitant amb el seu equip pels llocs privilegiats de la categoria, si bé en l'últim tram de campanya, se signa una mala ratxa que fa que l'equip perdi totes les seves opcions de play off d'ascens.
La següent temporada, la 2011/2012, Txiki part com a suplent encara disputa un total de 26 partits. No demostra el gran nivell que va oferir temporades anteriors ia falta d'un terç per al final de lliga deixa de comptar assíduament per al tècnic. Una temporada en què es pretenia l'ascens a primera divisió. Finalment ia falta de dues jornades es consuma el descens de la plantilla més cara en els 18 temporades que el futbol cartagenero va disputar fins a la data en segona divisió (15 amb el Cartagena FC i 3 amb l'FC Cartagena).
Txiki deixa el Cartagena en l'estiu de 2012 després d'haver estat quatre campanyes al club departamental, en què obté un bagatge d'un ascens a Segona Divisió i competeix durant tres temporades en aquesta categoria, estant a punt d'ascendir a Primera i sent peça fonamental per a l'equip i l'afició.
L'últim dia del mercat de fitxatges de 2012, es fa oficial el seu fitxatge pel Girona FC, club de la segona divisió. Sense disposar de gaires minuts, el Girona li comunica en el mercat d'estiu la no renovació del seu contracte.

## Clubs
| Club                 | Categoria        | Any       | Partits | Gols |
| -------------------- | ---------------- | --------- | ------- | ---- |
| Club Esportiu Europa | Tercera Divisió  | 2002-2003 | ?       | ?    |
| CE Sabadell          | Segona Divisió B | 2003-2004 | 32      | 0    |
| Girona FC            | Segona Divisió B | 2004-2005 | 32      | 0    |
| CE Sabadell          | Segona Divisió B | 2005-2006 | 22      | 0    |
| CD Villanueva        | Segona Divisió B | 2006-2007 | 34      | 5    |
| AD Ceuta             | Segona Divisió B | 2007-2008 | 33      | 0    |
| FC Cartagena         | Segona Divisió B | 2008-2009 | 32      | 0    |
| FC Cartagena         | Segona Divisió   | 2009-2010 | 31      | 2    |
| FC Cartagena         | Segona Divisió   | 2010-2011 | 26      | 0    |
| FC Cartagena         | Segona Divisió   | 2011-2012 | 26      | 0    |
| Girona FC            | Segona Divisió   | 2012-2013 | 8       | 0    |